# NGC 2425
NGC 2425 (również OCL 599) – gromada otwarta znajdująca się w gwiazdozbiorze Rufy. Odkrył ją William Herschel 8 marca 1793 roku. Jest położona w odległości ok. 11,6 tys. lat świetlnych od Słońca.